# Peter Olsthoorn
Peter Olsthoorn (Berkel en Rodenrijs, 23 januari 1960) is een Nederlandse journalist sinds 1978 voor lokale, regionale, management-, vak- en internettitels in Nederland, Duitsland, Engeland en de Verenigde Staten. 
Een groot deel van zijn werk gaat over internet. In 1995 startte hij het e-zine Planet Multimedia, dat twaalf jaar lang dagelijks uitkwam. Olsthoorn was jarenlang columnist over internetkwesties voor een aantal titels waaronder Business Nieuws Radio, Management Team en het Tijdschrift voor Marketing. Hij is initiatiefnemer en (hoofd)redacteur van netkwesties.nl, een online magazine dat sinds 2000 publiceert over internet en maatschappij. Hij schreef boeken over internet en grote internetspelers. Zijn boeken over Google en Facebook zijn verschenen in het Nederlands en Engels. 

## Pre-internet
Olsthoorn werkte in vaste dienst bij het Economisch Dagblad, dat Sijthoff Pers in 1987 heeft opgeheven. Nadien werkte hij voornamelijk als freelancer, onder meer voor landelijke Nederlandse dagbladen en de publieke omroep gedurende de omwentelingen in Oost-Europa in de periode 1988-1990, het laatst als eerste en lange tijd enige Nederlandse journalist tijdens de Roemeense Revolutie van 1989. Voor Communications Week International in the Verenigde Staten en verschillende Europese titels in telecommunicatie en transport was hij de Europese correspondent tussen 1990 and 1995.

## Internet
In 1995 begon Olsthoorn met Planet Multimedia, een van de eerste Europese dagelijkse e-zines, en publiceerde dit tot en met 2007 bij de grootste internetprovider in Nederland, Planet Internet. De uitgave Planet Multimedia ontving in 2002 een AD Web Award in de categorie informatief.
Gedurende die periode onthulde hij zwakheden en onwaarheden van World Online en haar CEO Nina Brink, onder meer het lekken van wachtwoorden van alle gebruikers van deze internetprovider in 1997 (mede in De Telegraaf) en 1998 (mede in NRC Handelsblad).

Nina Brink begon in 2000 een rechtszaak tegen Olsthoorn en uitgever VNU van Management Team nadat Olsthoorn een onthullend portret over Brink in deze publicatie had geschreven. Brink verloor de zaak voor de rechtbank in Amsterdam, ging in beroep bij het Gerechtshof in Amsterdam maar staakte na enkele jaren de procedure.
Olsthoorn richtte in 2000 netkwesties.nl op, een journalistiek online magazine met achtergronden over wettelijke en maatschappelijke internetkwesties. Sinds 2009 is een forum van ruim 90 internetdenkers en -ondernemers verbonden aan Netkwesties, die bijdragen aan en reageren op artikelen en essays. In 2008 startte Olsthoorn leugens.nl over valsheid in media, politiek en economie. Hij werkt(e) als journalist voor onder meer Intermediair, Adformatie, iBestuur, AGconnect, NRC, Follow the Money, Trouw, AD, Telegraaf, regionale kranten, Elsevier en De Groene. Olsthoorn is o.a. actief als freelance journalist voor IEX.
In september 2021 promoveerde Peter Olsthoorn aan de Vrije Universiteit in Amsterdam met het proefschrift over zelfbeschikking in beheer van, en omgang met persoonsgegevens, vanuit een combinatie van economische, technologische, historische en sociologische benaderingen van privacy en databescherming. Boom Uitgevers publiceerde de dissertatie.

## Functies
Olsthoorn was lid van de Raad voor de Journalistiek (Nederland) van 2007 tot 2015 en was voorzitter van de sectie internet van de Nederlandse Vereniging van Journalisten van 2006 tot 2011. Voor het blad en de website van de vereniging, De Journalist, vanaf 2009 Villamedia geheten, publiceerde Olsthoorn een aantal opinies over journalistiek, was enige malen jurylid van journalistieke prijs De Tegel en enkele jaren juryvoorzitter van de Dutch Bloggies.